# Ruda-Brad, Hunedoara
Ruda-Brad este un sat ce aparține municipiului Brad din județul Hunedoara, Transilvania, România.

## Generalități
Se află la 6 km sud-est de Brad, pe malul văii Musariu. 
Aparține administrativ de municipiul Brad.

## Toponimie
Numele satului este derivat din cuvântul slav „ruda“ care înseamnă „minereu”. 

## Istoric
A fost menționat pentru prima dată în 1439 ca Rudafalwa, apoi în 1525 ca Ruda.

## Activități miniere
In subsolul satului există un extins areal de lucrări miniere, desfășurate pe durata mai multor secole, care au urmărit numeroasele filoane într-o amplă rețea de galerii și puțuri. In perimetrul satului s-au aflat sectoarele Ruda-Barza, Mușariu și Brădișor.

## Obiective turistice (patrimoniu cultural național)
Galeria de mină "12 Apostoli" și "Treptele romane" ale fostei Intreprinderi Miniere Barza. 
Situl arheologic "Treptele Romane" din secolele II-III (situat în extremitatea estică a satului) se găsește actualmente în stare de deteriorare (cod LMI HD-I-s-B-03162). 
Galeria "12 Apostoli" are o lungime de 180 m și a fost executată din daltă în epoca romană. La capătul galeriei se află "Treptele Romane".
Biserica „12 Apostoli“ (coordonate: 46.088966 22.845791).

## Galerie de imagini

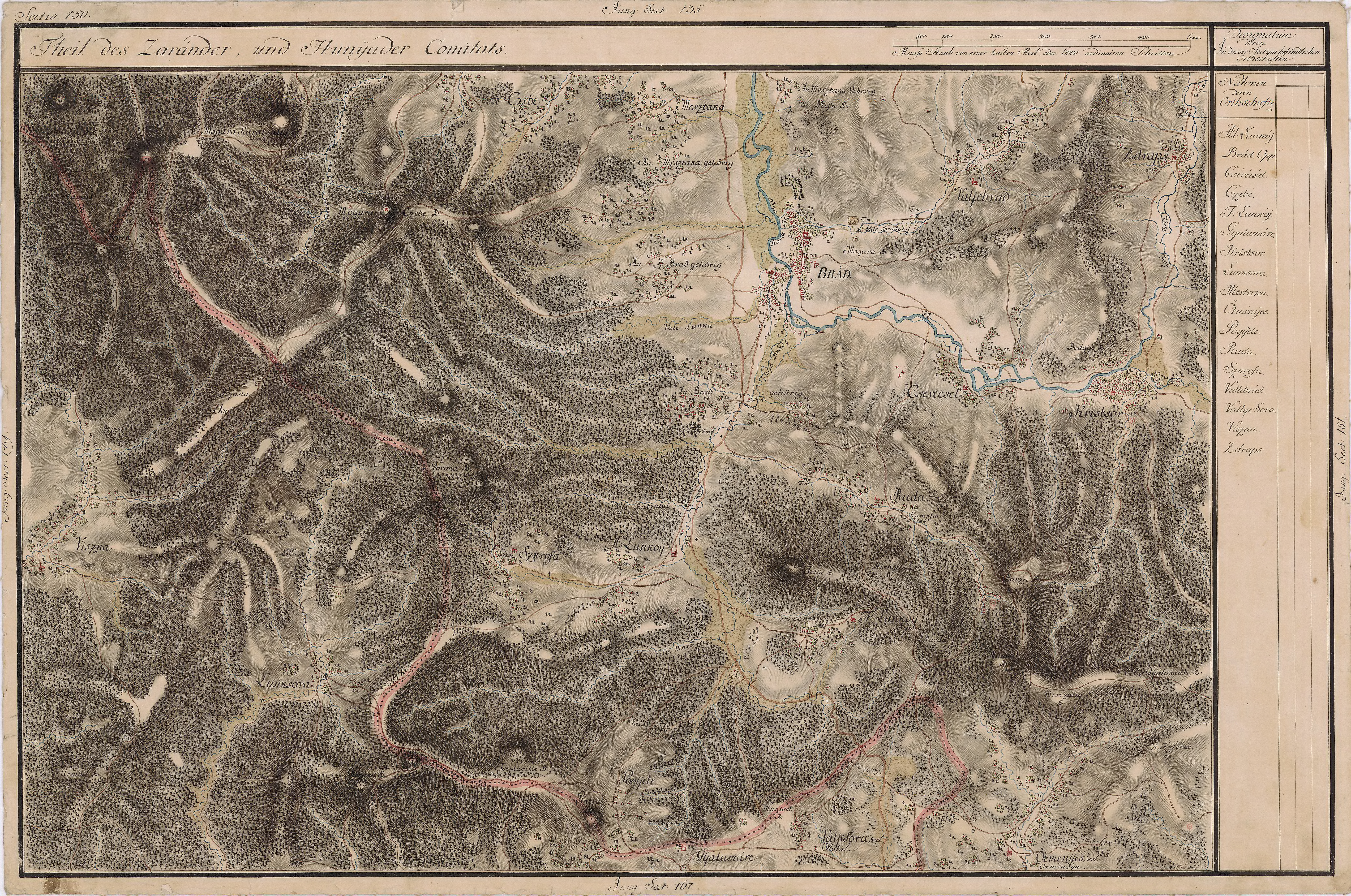
Ruda-Brad pe Harta Iosefină a Transilvaniei, 1769-73
Amplasamentul satului Ruda-Brad
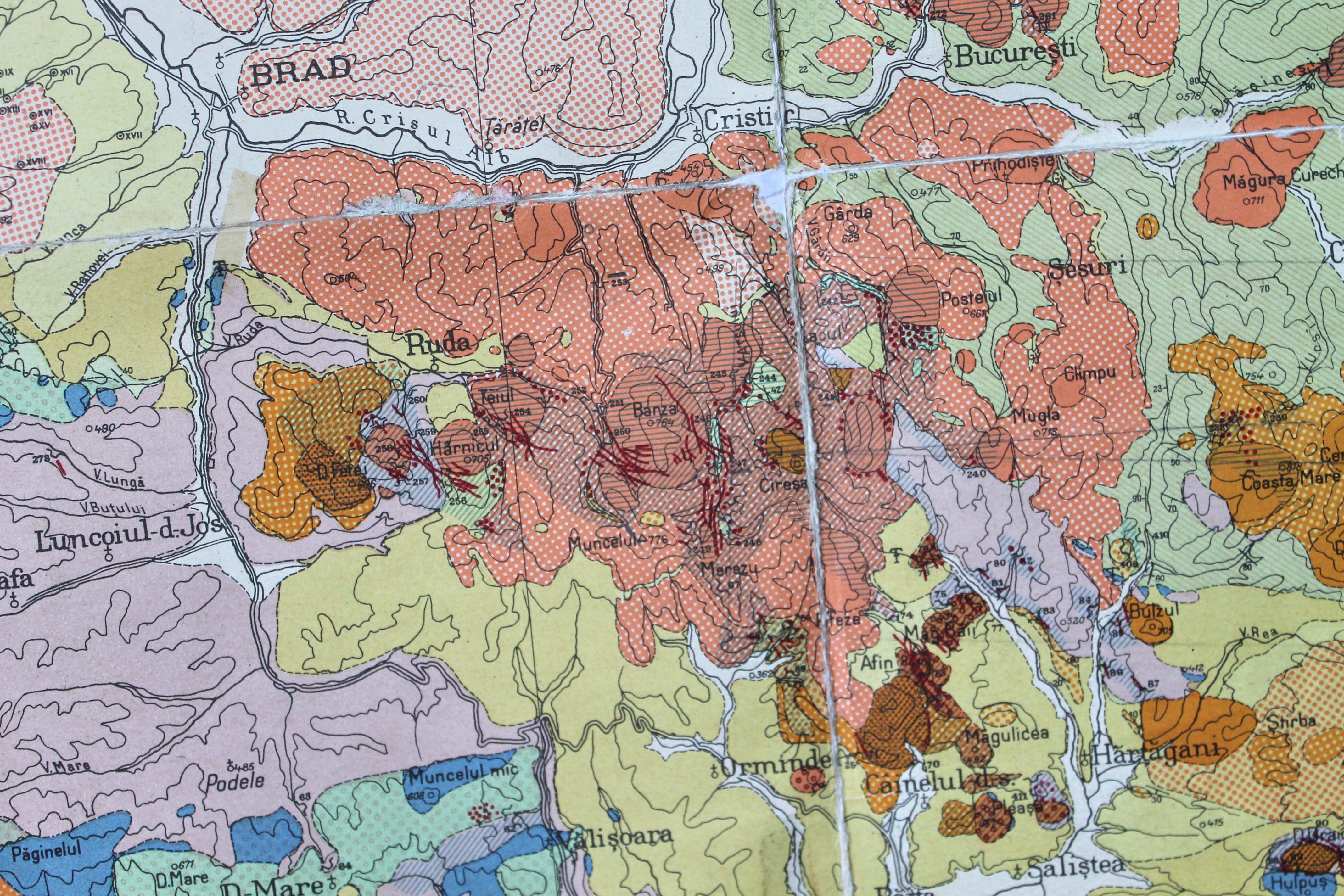
Geologia zonei Brad-Ruda-Crişcior (T.P.Ghiţulescu & M.Socolescu, 1941)
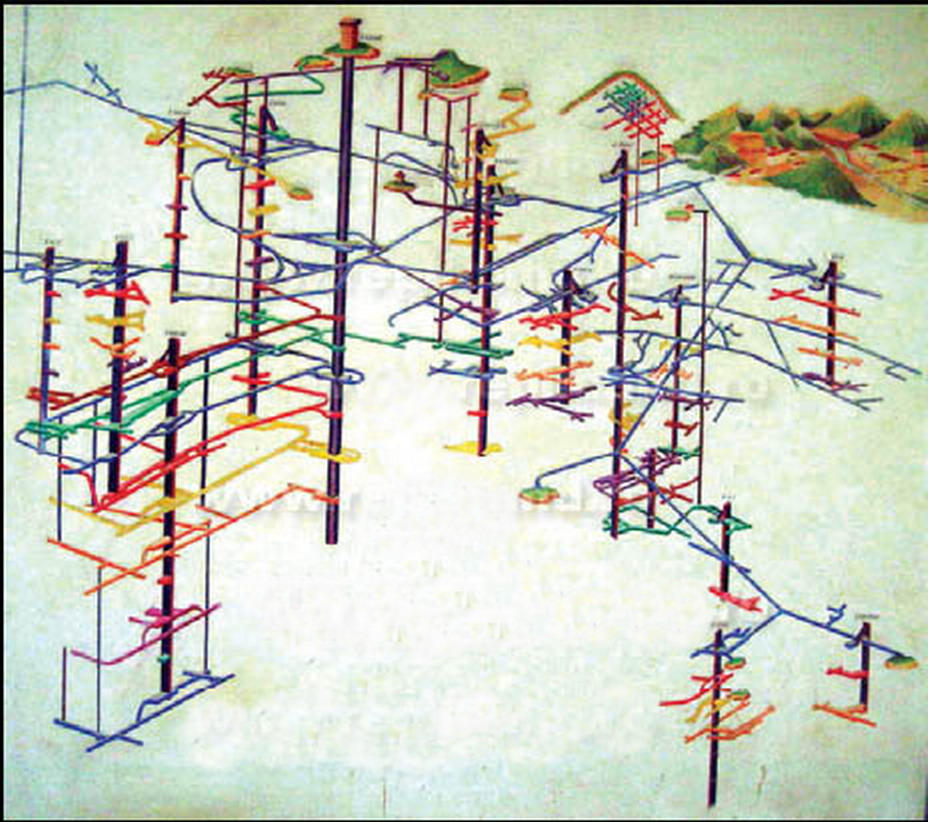
Exploatările miniere din zona Brad (reţeaua subterană de galerii şi puţuri)